# فجایع صنعتی
فجایع صنعتی رویدادهایی هستند که بر اثر اهمال کاری یا تصادف در شرکت‌های صنعتی به وقوع می‌پیوندند. رودیدادهایی که باعث ضرر، آسیب زیست‌محیطی و مرگ بسیاری می‌شوند.

## صنایع دفاعی
۶ دسامبر ۱۹۱۷: انفجار هالیفکس. یک کشتی که با حدود ۹۰۰۰ تن ماده منفجره پر شده بود در بندر هلیفکس آتش گرفته و منفجر شد. انفجار حاصل از آن بزرگترین انفجار در جهان تا پیش از نخستین آزمایش بمب اتمی در نیومکزیکو بود و حدود ۲۰۰۰ کشته و ۹۰۰۰ زخمی بر جای گذاشت.

## صنایع انرژی
می ۱۹۶۲: سنترالیا، محل بزرگترین و مشهورترین آتش‌سوزی زغال سنگ از سال ۱۹۶۲ در حال سوختن است که به تغییر مکان همه
ساکنین شهر منجر شد.
۲۸ مارس ۱۹۷۹: حادثه تری مایل آیلند. بدترین حادثه اتمی آمریکا و نخستین حادثهراکتورهای هسته‌ای دنیا (پیش از حادثه چرنوبیل) است که در ۲۸ مارس ۱۹۷۹ میلادی در تری مایل آیلند آمریکا اتفاق افتاد. در این حادثه بخشی از هسته اصلی واحد ۲ در نیروگاه تری مایل آیلند در ایالت پنسیلوانیا در آمریکا ذوب شد که باعث نشت ۳ میلیون کوری گاز رادیواکتیو به بیرون از نیروگاه گردید.

## صنایع غذایی
۱۵ ژانویه ۱۹۴۹: سیل بزرگ ملاس بوستون که همچنین از آن تحت عناوین حادثه ملاس بوستون و تراژدی بزرگ ملاس بوستون نیز نامبرده می‌شود، به شرح حادثه‌ای می‌پردازد که مقارن با تاریخ ۱۵ام ژانویه سال ۱۹۱۹ در ناحیه شمالی شهر بوستون در ماساچوست، ایالات متحده آمریکا روی داده‌است. انفجار یک مخزن بزرگ ذخیره‌سازی ملاس در حاشیه شمالی شهر علت وقوع این حادثه بوده‌است که باعث می‌گردد، موج بزرگی از ملاس به سمت شهر هجوم ببرد و سیل ملاس با سرعتی بیش از ۵۶ کیلومتربرساعت خیابان‌های نواحی شمالی شهر را درنوردد، در این حادثه ۲۱ تن کشته و بیش از ۱۵۰ نفر دیگر نیز زخمی شدند. این رویداد توانسته به فرهنگ عامیانه افراد محلی آن منطقه راه پیدا کند و ساکنان محلی مدعی هستند که هنوز هم در روزهای گرم تابستان، بوی ملاس از این منطقه به مشام می‌رسد.

## صنایع معدن
۱۰ مارس ۱۹۰۶: حادثه معدن کوریرز فرانسه. ۱۰۹۹ کارگر که بچه‌ها هم میان آنها بودند کشته شدند. این حادثه بدترین حادثه معدن در اروپاست.